# تشغاميش
تشغاميش هي مدينة في مقاطعة دزفول، إيران. عدد سكان هذه المدينة هو 2,013 في سنة 2016.